# Shahrestān di Fuman
Lo shahrestān di Fuman (farsi شهرستان فومن) è uno dei 16 shahrestān della provincia di Gilan, in Iran. Il capoluogo è Fuman. Lo shahrestān è suddiviso in 2 circoscrizioni (bakhsh): 
- Centrale (بخش مرکزی)
- Sardar-e-janghal (بخش سردار جنگل), con la caratteristica cittadina di Masuleh.

Nello shahrestān, 25 km a sud-ovest di Fuman, si trova il castello di Rudkhan, una fortezza dell'epoca selgiuchide.